# Les Arsures
Les Arsures település Franciaországban, Jura megyében. Lakosainak száma 219 fő (2022. január 1.). Les Arsures Mouchard, Aiglepierre, Montigny-lès-Arsures és Villeneuve-d’Aval községekkel határos.

## Népesség
A település népességének változása:
| Lakosok száma | 132  | 158  | 205  | 228  | 242  | 245  | 230  | 218  | 214  | 219  |
|               | 1968 | 1982 | 1990 | 2006 | 2013 | 2015 | 2017 | 2019 | 2020 | 2022 |